# Thelypteris araucariensis
Thelypteris araucariensis là một loài dương xỉ trong họ Thelypteridaceae. Loài này được Ponce mô tả khoa học đầu tiên năm 1995.
Danh pháp khoa học của loài này chưa được làm sáng tỏ. 